# Тарадай, Николай Петрович
Николай Петрович Тарадай (укр. Микола Петрович Тарадай) — украинский тренер по вольной борьбе, Заслуженный тренер Украины.

## Биография
Вёл секцию борьбы в школе № 24 города Хмельницкого Украинской ССР. В 2000-х годах Тарадай представлял команду Черниговской области по вольной борьбе. В числе его воспитанников Ирина Мерлени и Павел Олейник.
В настоящее время — руководитель Хмельницкого областного спортивного клуба по вольной борьбе «Тарикс» и преподаватель по боксу в Хмельницкой детско-юношеской спортивной школе № 2 «Авангард».
В июле 2013 года был награжден медалью «За труд и доблесть». в 2014 году был занесён на вновь открытую в Хмельницком Доску почёта.